# We Are Messengers
We Are Messengers ist eine irisch-amerikanische christliche Musikgruppe.

## Geschichte
Die Gruppe wurde 2015 gegründet, nachdem Darren Mulligan und seine Frau Heidi Mulligan von Monaghan nach Nashville gezogen waren, und setzte sich zu diesem Zeitpunkt aus Darren und Heidi Mulligan sowie Caleb Clingan und Matthew Montgomery zusammen. Darren Mulligan war zuvor Mitglied der irischen Band The Remission Flow.
Das erste Album von We Are Messengers wurde im April 2016 veröffentlicht und brachte der Band eine Nominierung für den GMA Dove Award in der Kategorie New Artist of the Year ein und erreichte die Top Ten der Billboard Top Christian Albums. Die Besetzung der Band änderte sich seitdem mehrfach. Im November 2016 wurde die Weihnachts-EP God With Us veröffentlicht, gefolgt von Honest im März 2019. Im Januar 2020 veröffentlichte die Band ihr zweites Studioalbum Power.

## Diskografie

### Studioalben
| Jahr | Titel             | Höchstplatzierung, Gesamtwochen, AuszeichnungChartsChartplatzierungen (Jahr, Titel, Platzierungen, Wochen, Auszeichnungen, Anmerkungen) | Anmerkungen                            |
| Jahr | Titel             | Christ | Anmerkungen                            |
| ---- | ----------------- | --- | -------------------------------------- |
| 2016 | We Are Messengers | Christ10 (29 Wo.)Christ | Erstveröffentlichung: 22. April 2016   |
| 2020 | Power             | Christ15 (7 Wo.)Christ | Erstveröffentlichung: 31. Januar 2020  |
| 2021 | Wholehearted      | Christ15 (20 Wo.)Christ | Erstveröffentlichung: 15. Oktober 2021 |

### EPs
| Jahr | Titel  | Höchstplatzierung, Gesamtwochen, AuszeichnungChartsChartplatzierungen (Jahr, Titel, Platzierungen, Wochen, Auszeichnungen, Anmerkungen) | Anmerkungen                         |
| Jahr | Titel  | Christ | Anmerkungen                         |
| ---- | ------ | --- | ----------------------------------- |
| 2019 | Honest | Christ7 (1 Wo.)Christ | Erstveröffentlichung: 29. März 2019 |

Weitere EPs
- 2016: God With Us (Wiederveröffentlichung: 2019)
- 2024: Rejoice! (A Celtic Christmas)

### Singles
| Jahr | Titel Album                                                | Höchstplatzierung, Gesamtwochen, AuszeichnungChartsChartplatzierungen (Jahr, Titel, Album, Platzierungen, Wochen, Auszeichnungen, Anmerkungen) | Anmerkungen                                              |
| Jahr | Titel Album                                                | Christ | Anmerkungen                                              |
| ---- | ---------------------------------------------------------- | --- | -------------------------------------------------------- |
| 2016 | Everything Comes Alive We Are Messengers                   | Christ13 (22 Wo.)Christ |                                                          |
| 2017 | God With Us                                                | Christ29 (1 Wo.)Christ |                                                          |
| 2017 | Magnify We Are Messengers                                  | Christ10 (38 Wo.)Christ |                                                          |
| 2017 | I’ll Think About You We Are Messengers                     | Christ37 (4 Wo.)Christ |                                                          |
| 2017 | Point to You We Are Messengers                             | Christ12 (32 Wo.)Christ |                                                          |
| 2017 | From Heaven to Earth (Joy to the World) God With Us        | Christ23 (3 Wo.)Christ |                                                          |
| 2018 | Needing You Now –                                          | Christ49 (1 Wo.)Christ | mit Meredith Andrews                                     |
| 2018 | Maybe It’s Ok Power                                        | Christ5 Gold · (29 Wo.)Christ | Verkäufe: + 500.000                                      |
| 2019 | Power                                                      | Christ14 (27 Wo.)Christ |                                                          |
| 2019 | This Is Jesus God With Us                                  | Christ29 (4 Wo.)Christ |                                                          |
| 2020 | Love (Won’t Let Go) Power                                  | Christ13 (26 Wo.)Christ |                                                          |
| 2020 | Image of God Power                                         | Christ12 (28 Wo.)Christ |                                                          |
| 2021 | Come What May Wholehearted                                 | Christ2 Gold · (… Wo.)Christ | Erstveröffentlichung: 11. Juni 2021 Verkäufe: + 500.000  |
| 2021 | God You Are Wholehearted                                   | Christ28 (… Wo.)Christ | Erstveröffentlichung: 13. August 2021 feat. Josh Baldwin |
| 2023 | God Be The Glory –                                         | Christ11 (30 Wo.)Christ | Erstveröffentlichung: 20. Oktober 2023                   |
| 2024 | A Thousand Times –                                         | Christ22 (… Wo.)Christ | Erstveröffentlichung: 12. Januar 2024                    |
| 2024 | Hark! The Herald Angels Sing Rejoice! (A Celtic Christmas) | Christ32 (2 Wo.)Christ | Erstveröffentlichung: 18. Oktober 2024                   |